# Еровнули лига
Грузинската висша лига или Умаглеси лига (на грузински: უმაღლესი ლიგა) е лигата от най-високо ниво в грузинския футбол.
Националната лига на Грузия (Еровнули Лига) е основана през 1990 година. Шампионатът се организира от Футболната лига на Грузия и Грузинската футболна асоциация. От 1927 до 1989 се провежда като регионален турнир в рамките на Съветския съюз. Първенството се състои от 10 отбора.
До края на 2016 г. първенството е известно под името Висша лига (Умаглеси Лига). След сезон 2016 се формира елит от 10 отбора. Последният изпада в Еровнули Лига 2, докато отборите завършили на 8-о и 9-о място, играят плейофи за оставане. Самтредия е осмият отбор, вдигал шампионската купа.

## Отбори
Отдолу е броят на отборите участвали в първенството през годините.
|  | - 1990 = 17 - 1991 – 1992 = 20 - 1992 – 1993 = 17 |  | - 1993 – 1994 = 19 - 1994 – 2000 = 16 - 2000 – 2004 = 12 |  | - 2004 – 2005 = 10 - 2005 – 2006 = 16 - 2006 – 2008 = 14 |  | - 2008 – 2009 = 11 - 2009 – 2011 = 10 - 2011 – 2014 = 12 |  | - 2014 – 2016 = 16 - 2016 (август-декември) = 14 - 2017 = 10 |

## Класиране сред другите европейски първенства
към 2017
- 39  (39)  Висша лига на Босна и Херцеговина (6.500)
- 40  (40)  Еровнули лига (6.375)

- 41  (41)  Вирслига (6.125)
- 42  (42)  Първа македонска футболна лига (5.625)
- 43  (43)  Мейстрилийга (5.250)

### Членове за сезон 2017
| Клуб      | Местоположение | сезон 2016            |
| --------- | -------------- | --------------------- |
| Самтредия | Самтредия      | 1-во 1                |
| Чихура    | Сачхере        | 2-ро 1                |
| Дила      | Гори           | 5-о (червена група) 3 |
| Динамо    | Батуми         | 3-то 2                |
| Динамо    | Тбилиси        | 4-то 2                |
| Колхети   | Поти           | 4-то (червена група)  |
| Локомотив | Тбилиси        | 4-то (бяла група)     |
| Сабуртало | Тбилиси        | 3-то (червена група)  |
| Шукура    | Кобулети       | 5-о (червена група) 4 |
| Торпедо   | Кутаиси        | 3-то (бяла група)     |

- 1 – Финал за първо място: Самтредия – Чихура (Сачхере) 4:2 (2:0, 2:2)
- 2 – Мач за бронзовия медал: Динамо (Батуми)-Динамо (Тбилиси) 1:0
- 3 – Срещи за оставане в групата: Гурия (Ланчхути) – Дила (Гори) 0:2 (0:2, 0:0)
- 4 – Срещи за оставане в групата: Сиони (Болниси) – Шукура 4:5 (4:3, 0:2)

## Шампиони по клубове
| Клуб                  | Шампион | Години |
| --------------------- | ------- | --- |
| Динамо (Тбилиси)      | 19      | 1990, 1991, 1991 – 92, 1992 – 93, 1993 – 94, 1994 – 95, 1995 – 96, 1996 – 97, 1997 – 98, 1998 – 99, 2002 – 03, 2004 – 05, 2007 – 08, 2012 – 13, 2013 – 14, 2015 – 16, 2019, 2020, 2022 |
| Торпедо (Кутаиси)     | 4       | 1999 – 00, 2000 – 01, 2001 – 02, 2017 |
| ВИТ Грузия (Тбилиси)  | 2       | 2003 – 04, 2008 – 09 |
| Олимпи (Рустави)      | 2       | 2006 – 07, 2009 – 10 |
| Зестапони             | 2       | 2010 – 11, 2011 – 12 |
| Динамо (Батуми)       | 2       | 2021, 2023 |
| Иберия 1999 (Тбилиси) | 2       | 2018, 2024 |
| Сиони (Болниси)       | 1       | 2005 – 06 |
| Дила (Гори)           | 1       | 2014 – 15 |
| Самтредия             | 1       | 2016 |